# Bohumil Mořkovský
Bohumil Mořkovský (* 14. Dezember 1899 in Valašské Meziříčí; † 16. Juli 1928 ebenda) war ein tschechoslowakischer Turner.

## Erfolge
Bohumil Mořkovský nahm 1924 an den Olympischen Spielen in Paris in insgesamt neun Disziplinen teil. Mit der Mannschaft beendete er den Wettkampf nicht, sodass die Tschechoslowaken keine Endplatzierung erzielten. An den Ringen gelang ihm ein sechster Platz und auch im Einzelmehrkampf und am Barren schaffte er mit Rang 13 sowie mit Platz 18 im Tauhangeln jeweils eine Platzierung im vorderen Teilnehmerfeld. Den Wettbewerb beim Seitpferdsprung beendete er auf dem 23. Platz, am Seitpferd selbst belegte er Platz 31. Der 41. Platz am Reck war sein schlechtestes Ergebnis. Seinen größten Erfolg feierte Mořkovský dagegen beim Pferdsprung. Beim olympischen Wettbewerb musste von einem Sprungbrett aus eine Latte überquert werden, um zunächst mit den Händen auf dem Pferd und anschließend den Füßen auf dem Boden zu landen. Jeder Turner hatte drei Sprünge, die eine Note von 0 bis 10 erhielten. Mořkovský war nur einer von elf Springern, die in allen Sprüngen die höchste Lattenhöhe von 1,70 m überschritten, und erreichte dank seiner Wertungspunkte auch das Podium. Mit 9,93 Punkten erhielt er als Drittplatzierter die Bronzemedaille hinter Olympiasieger Frank Kriz mit 9,97 Punkten und seinem Landsmann Jan Koutný mit 9,93 Punkten, der Silber gewann.